# Cantone di Falaise
Il Cantone di Falaise è una divisione amministrativa dell'arrondissement di Caen.
È stato costituito a seguito della riforma approvata con decreto del 17 febbraio 2014, che ha avuto attuazione dopo le elezioni dipartimentali del 2015.

## Composizione
Comprende i seguenti 57 comuni:
- Aubigny
- Barou-en-Auge
- Beaumais
- Bernières-d'Ailly
- Bonnœil
- Bons-Tassilly
- Cordey
- Courcy
- Crocy
- Damblainville
- Le Détroit
- Épaney
- Eraines
- Ernes
- Falaise
- Fontaine-le-Pin
- Fourches
- Fourneaux-le-Val
- Fresné-la-Mère
- La Hoguette
- Les Isles-Bardel
- Jort
- Leffard
- Les Loges-Saulces
- Louvagny
- Maizières
- Le Marais-la-Chapelle
- Martigny-sur-l'Ante
- Le Mesnil-Villement
- Morteaux-Coulibœuf
- Les Moutiers-en-Auge
- Noron-l'Abbaye
- Norrey-en-Auge
- Olendon
- Ouilly-le-Tesson
- Perrières
- Pertheville-Ners
- Pierrefitte-en-Cinglais
- Pierrepont
- Pont-d'Ouilly
- Potigny
- Rapilly
- Rouvres
- Saint-Germain-Langot
- Saint-Martin-de-Mieux
- Saint-Pierre-Canivet
- Saint-Pierre-du-Bû
- Sassy
- Soulangy
- Soumont-Saint-Quentin
- Tréprel
- Ussy
- Versainville
- Vicques
- Vignats
- Villers-Canivet
- Villy-lez-Falaise